# Pirkko Helenius
Pirkko Kaarina Helenius (* 7. Juni 1951) ist eine ehemalige finnische Leichtathletin, die 1974 Europameisterschaftsdritte im Weitsprung war.

## Sportliche Laufbahn
Pirkko Helenius war 1969, 1970, 1974 und 1977 finnische Meisterin im Weitsprung. 1969 und 1970 gewann sie außerdem den Meistertitel im Fünfkampf. In der Halle siegte sie 1970 über 60 Meter Hürden, 1972 über 400 Meter und 1973 im Weitsprung.
Bei den Europameisterschaften 1974 in Rom gelang Helenius in der Weitsprung-Qualifikation mit 6,57 Meter der weiteste Sprung. Im Finale siegte die Ungarin Ilona Bruzsenyák mit 6,65 Meter vor der Tschechoslowakin Eva Šuranová mit 6,60 Meter. Mit 6,59 Meter ersprang Helenius die Bronzemedaille mit drei Zentimetern Vorsprung vor den nächsten beiden Athletinnen.